# Rubukona
Rubukona là một chi bướm đêm thuộc họ Sesiidae.

## Các loài
- Rubukona cuprescens (Hampson, 1919)
- Rubukona svetlanae  Fischer, 2007